# 西山禾山
西山 禾山（にしやま かさん、1838年1月19日（天保8年12月24日） - 1917年（大正6年）4月3日）は江西山大法寺の18代住職。臨済宗の師家。現在の愛媛県八幡浜市穴井出身。

## 略歴
父は須賀吟助、母は徳子という。12歳の時に八幡浜市の江西山大法寺の徒弟となり、20歳頃から約10年間、宇和島市の
金剛山大隆寺の晦巌について修行する。さらに久留米市の梅林寺や、岐阜県伊深の正眼寺などで座禅を習った。その後、京都の相国寺で越渓老師に参禅しようとしたがその時は相国寺を去っていたために、後継者となっていた独園につく。越渓が妙心寺の天授庵で僧堂を開いたので、同じ妙心寺の大嶺院に住み、明治元年から越渓の猛烈な指導のもと修行に励む。

## エピソード
平櫛田中は明治31年に寄宿した谷中の長安寺で西山禾山の臨済録の提唱を聞き、仏教的テーマを題材にした「活人箭(かつじんせん)」「法堂二笑(はっとうにしょう)」「尋牛(じんぎゅう)」などを数多く制作している。また、高村光太郎も禾山の影響を受け、歌集『白斧』に禾山に関する歌をのせている。